# BarthHaas
BarthHaas GmbH & Co. KG ist ein deutsches Hopfenhandel-Unternehmen und mit einem Marktanteil von rund 30 Prozent das weltgrößte. Er ist auch die größte Gesellschaft in der BarthHaas Group.

## Geschichte
Das Unternehmen wurde 1794 vom Kaufmann Johann Barth gemeinsam mit seinem Sohn Georg gegründet. 1859 zog das Unternehmen nach Nürnberg um, dem Zentrum des „Grünen Goldes“. Dort stand das Unternehmen 1895 im Wettbewerb mit weiteren 363 Händlern. In den 1870ern gibt Johannes Barth, als Inhaber in der Dritten Generation, erstmals den Bericht Hopfenbau und Hopfenhandel heraus. Dieser erscheint aktuell unter dem Titel Der BarthHaas-Bericht. Ergänzt wird der Jahresbericht durch den im Jahr 1994 erschienenen Hopfenatlas, ein Nachschlagewerk rund um Züchtung, Anbau und Verarbeitung von Hopfen.
Die Anzahl der Hopfenhändler reduzierte sich bis zum Beginn des Ersten Weltkrieges auf rund 260. In den folgenden Jahrzehnten schrumpfte die Anzahl weiter, bis zur Machtergreifung der Nationalsozialisten 1933 nur noch 170 Hopfenhändler in Nürnberg ansässig waren. Mit der Verordnung zur Ausschaltung der Juden aus dem deutschen Wirtschaftsleben verloren die rund 120 jüdischen Hopfenhändler in Nürnberg 1939 die Grundlage für ihre Tätigkeit.
1997 beteiligt sich Joh. Barth & Sohn am US-amerikanischen Hopfenhändler John I. Haas und ist seitdem auch als Barth-Haas Group am Markt präsent. Durch den Zusammenschluss von Hopunion Raiser, Scharrer KG, gegründet 1809, und Joh. Barth & Sohn im Jahr 2000 entstand der weltgrößte Hopfenhändler.
In Mainburg in der Hallertau hat BarthHaas eine Niederlassung.

## Unternehmensdaten
Nach der Fusion mit der Hopunion Raiser, Scharrer KG im Jahr 2000 setzte das Unternehmen mit knapp 470 Mitarbeitern rund 400 Millionen DM um und erreichte einen Weltmarktanteil von 40 Prozent. Dabei betrug der Umsatzzuwachs durch die Hopunion rund 100 Millionen DM. Der Umsatz betrug im Geschäftsjahr 2006/2007 rund 100 Millionen Euro. Grund für den Umsatzrückgang war die Überkapazität beim Anbau von Hopfen. Durch Stilllegungen von Produktionsflächen und als Resultat von ungünstigen Witterungsverhältnissen reduzierte sich die Produktionsmenge und führte zu einem Anstieg der Preise.
Joh. Barth & Sohn erzielte 2007 einen Umsatz von 200 Millionen Euro, das waren rund 30 Prozent des weltweiten Hopfenmarktes, der rund 600 Millionen Euro umfasste.
Die BarthHaas Group erzielte 2019 rund 400 Millionen Euro Umsatz.